# Toumeyella cubensis
Toumeyella cubensis är en insektsart som beskrevs av Heidel och Köhler 1979. Toumeyella cubensis ingår i släktet Toumeyella och familjen skålsköldlöss.
Artens utbredningsområde är Kuba. Inga underarter finns listade i Catalogue of Life.